# Masahiro Sakurai

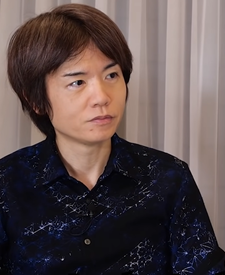
Masahiro Sakurai 2021

Masahiro Sakurai (jap. 桜井政博 Sakurai Masahiro; * 3. August 1970) ist ein japanischer Entwickler von Videospielen. Als Angestellter des Softwareunternehmens HAL Laboratories begründete er die Nintendo-Reihen Kirby und Super Smash Bros. Später machte er sich selbstständig mit dem eigenen Unternehmen Sora. Sakurai hat mehrere Artikel für das japanische Videospielmagazin Famitsu verfasst.

## Wirken
Masahiro Sakurai erhielt eine Anstellung bei HAL Laboratory, einem First-Party-Entwickler für Nintendo. Damals war Präsident von HAL Laboratory Satoru Iwata, der 2002 Präsident von Nintendo wurde. Sakurai kreierte im Alter von 19 Jahren die Spielfigur Kirby und leitete die Entwicklung des Game-Boy-Spiels Kirby's Dream Land.
In den nächsten Jahren war Sakurai für weitere Spiele des Kirby-Franchises verantwortlich. 1999 wurde das unter seiner Leitung entstandene Fighting Game Super Smash Bros. für das Nintendo 64 herausgebracht. Da das Spiel ein großer Erfolg war, erschien zwei Jahre später der Nachfolger, Super Smash Bros. Melee, für den GameCube. 2010 äußerte sich Sakurai zur Entstehung von Melee: „Ich habe 13 Monate ununterbrochen an dem Spiel gearbeitet, schließlich ohne einen einzigen freien Sonntag oder Feiertag die ganze Zeit. Teilweise verlebte ich einen wirklich schädlichen Lebensstil – ich arbeitete durchgehend über 40 Stunden, dann ging ich nach Hause, um vier Stunden zu schlafen.“ („I worked on that game for 13 months straight, after all, without a single Sunday or holiday off that whole time. During parts of it, I was living a really destructive lifestyle - I'd work for over 40 hours in a row, then go back home to sleep for four.“)
Sakurai verließ HAL Laboratory jedoch am 5. August 2003. Zwei Wochen später begründete er dies in einem Interview mit Nintendo Dream mit Kritik an der Firmenstruktur, dass man von ihm zu jedem seiner Spiele Nachfolger verlange. Nach seinem Austritt arbeitete Sakurai unter anderem für Q Entertainment, wo er zusammen mit Tetsuya Mizuguchi das Puzzle-Spiel Meteos für den Nintendo DS entwarf.

Logo von Sora Ltd.

Im September 2005 gründete Sakurai sein eigenes Unternehmen, Sora Ltd. Das Unternehmen bestand mit ihm aus zwei Mitarbeitern. Er verstand sich als freiberuflicher Berater und Leiter von Videospielproduktionen, wollte Sora aber nicht zu einem Videospiel-Studio machen. Er wollte flexibel bleiben und sich bei zukünftigen Projekten nicht auf ein einzelnes Genre konzentrieren.
Als Sakurai HAL Laboratory verließ, war Satoru Iwata bereits Präsident von Nintendo. Iwata habe, so Sakurai, ihm damals gesagt, ihn möglicherweise später für einen weiteren Super-Smash-Bros.-Ableger zu konsultieren. Bei der E3 2005 kündigte Satoru Iwata schließlich einen dritten Teil der Reihe an, der für die Wii-Konsole produziert werden sollte, damals noch unter dem Codenamen Revolution bekannt. Sakurai, der die Spielemesse besucht hatte, war davon überrascht worden. Kurz nach der Ankündigung erst bat Iwata Sakurai, an der Entwicklung des neuen Super Smash Bros. teilzunehmen, wenn möglich als Direktor.
Sora Ltd. begann im Oktober 2005 die Arbeiten am neuen Ableger der Reihe. Extra für dieses Spiel eröffnete Nintendo ein neues Büro, suchte neue Angestellte und arbeitete mit anderen Entwicklerstudios zusammen. Die Entwicklung war Ende 2007 abgeschlossen, und 2008 erschien das Spiel unter dem Titel Super Smash Bros. Brawl für die Wii.
Auf der E3 2010 stellte Nintendo den Nintendo 3DS vor, eine 3D-fähige Handheld-Konsole. Für die Konsole wurde neben anderen Spielen Kid Icarus: Uprising angekündigt. Die Ursprünge zu diesem Projekt reichen laut Sakurai zurück zum Juli 2008. Damals führte Iwata ein Gespräch mit ihm und offenbarte, dass Nintendo an einer neuen tragbaren Konsole arbeite. Zu dem Zeitpunkt war nicht bekannt, ob die Konsole 3D ermögliche oder nicht. Sakurai war die erste Person außerhalb Nintendos, die vom neuen Handheld erfuhr. Iwata bat Sakurai, einen Titel für diese Konsole zu entwickeln.

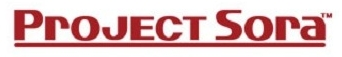
Logo von Project Sora

Sakurai konnte ein neues Spiel aber nicht mit seinem Unternehmen Sora entwickeln, da ihm kein Entwicklerteam zur Verfügung stand. Im Januar 2009 gründeten Nintendo und Sora daher das Entwicklerteam Project Sora, zu dessen Leiter Sakurai ernannt wurde. Im März des Jahres suchte das Studio über eine Anzeige im Magazin Famitsu nach neuen Mitarbeitern. Abgebildet war ein Teil eines Gesprächs zwischen Iwata und Sakurai. Man plante, ein neues großes Spiel zu entwerfen, allerdings handele es sich nicht um einen neuen Super-Smash-Bros.-Ableger. Kid Icarus: Uprising wurde von Project Sora unter Sakurais Leitung entwickelt und kam am 23. März 2012 auf den europäischen Markt.
Einen vierten Super-Smash-Bros.-Ableger kündigte Nintendo während der E3 2011 an. Dieser sollte sowohl für den 3DS als auch für die neue Nintendo-Heimkonsole Wii U, die 2012 herauskommen sollte, erscheinen. Kurz darauf äußerte sich Sakurai hingegen in seiner Famitsu-Kolumne, die Entwicklung vom nächsten Super Smash Bros. habe noch nicht begonnen, da man noch völlig mit Kid Icarus: Uprising ausgelastet sei. Erst, wenn dieses Projekt zu Ende gebracht sei, könne Sakurai ein Team für ein neues Super Smash Bros. bilden.
Nachdem Kid Icarus: Uprising erschienen war, wurde Anfang Juli 2012 bekannt, dass Project Sora aufgelöst wurde. Das nächste Super Smash Bros. werde von Namco Bandai unter Sakurais Leitung entstehen.

## Ludografie
- Kirby Air Riders[14] (2025), Nintendo
- Super Smash Bros. Ultimate (2018), Nintendo
- Super Smash Bros. for Wii U (2014), Nintendo
- Super Smash Bros. for Nintendo 3DS (2014), Nintendo
- Kid Icarus: Uprising (2012), Nintendo
- Super Smash Bros. Brawl (2008), Nintendo
- Meteos: Disney Magic (2007), Buena Vista Games
- Meteos (2005)
- Def Jam: Fight for NY (2004), Electronic Arts
- Kirby & The Amazing Mirror (2004), Nintendo
- Kirby Air Ride (2003), Nintendo
- Fire Emblem: Fuuin no Tsurugi (2002), Nintendo
- Super Smash Bros.: Melee (2001), Nintendo
- Kirby 64: The Crystal Shards (2000), Nintendo
- Super Smash Bros. (1999), Nintendo
- Kirby Super Star (1996), Nintendo
- Kirby's Adventure (1993), Nintendo
- Kirby's Dream Land (1992), Nintendo